# برستون ليزلي
برستون ليزلي (بالإنجليزية: Preston Leslie)‏ هو قاضي ومحامي وسياسي أمريكي، ولد في 8 مارس 1819 في مقاطعة كلينتون في الولايات المتحدة، وتوفي في 7 فبراير 1907 في هيلينا في الولايات المتحدة بسبب ذات الرئة. حزبياً، نشط في حزب اليمين والحزب الديمقراطي. وقد انتخب Governor of Montana Territory ‏ (8 فبراير 1887 – 8 أبريل 1889) وانتخب حاكم كنتاكي ‏ (3 فبراير 1871 – 31 أغسطس 1875) وانتخب وكيل وزارة العدل الأميركية.